# Cofanie się zmian ciążowych i poporodowych
Cofanie się zmian ciążowych i poporodowych – zmiana w obrębie matczynych narządów, która ma na celu powrót do pierwotnego położenia, wielkości, kształtu i stanu, zaliczana do zmian typu inwolucja. Po inwolucji nie wszystkie narządy mają identyczny stan czynnościowy i anatomiczny w jak przed ciążą. Inwolucji ulegają: macica, dno miednicy, powłoki brzuszne, pęcherz moczowy i jelita, a także zwiększa się napięcie mięśni brzucha, jak również zmniejsza się uwodnienie organizmu. W połogu wszystkie narządy kobiety wracają do tej samej czynności, co przed ciążą.

## Przyczyny
Za inwolucję odpowiadają 2 mechanizmy, które uruchamiane zostają tuż po urodzeniu łożyska. Należą do nich:
1. Nagłe prawie całkowicie przerwane działanie na macicę takich hormonów jak: gonadotropina kosmówkowa (hCG), laktogen łożyskowy (hPL), gestageny, estrogeny.
2. Zmniejszenie ukrwienia mięśnia macicy pod wpływem działania skurczów połogowych.

## Skurcze połogowe
Skurcze połogowe:
- Stałe napięcie macicy – toniczny skurcz: Na początku połogu macica jest stale napięta lub twarda. Napięcie to zmniejsza się w ciągu pierwszych 4–5 dni połogu[1].
- Samoistne rytmiczne skurcze macicy: Skurcze poporodowe nakładają się na stały skurcz macicy. Ich początek zaczyna się kilka godzin po porodzie, natomiast kończą się w 2. bądź w 3. dniu połogu. Najpierw występują w krótkich odstępach czasu, natomiast później są coraz rzadsze.Pierwiastki niemalże nie odczuwają tych skurczów, jednak w przypadku wieloródek skurcze poporodowe wiążą się zazwyczaj z uciążliwymi bólami kości krzyżowej, które promieniują ku przodowi. Dzięki skurczom poporodowym skracanie się włókien poporodowych jest przyspieszone[1][2].
- Skurcze odruchowe: Są to skurcze występujące głównie podczas karmienia dziecka piersią. Podczas ssania, brodawka piersiowa jest pobudzana, co przyczynia się do zwiększonego wydzielania oksytocyny z tylnego płata przysadki[2].

### Skutki skurczów poporodowych
- Znaczne zmniejszenie ukrwienia mięśnia macicy: niedokrwienie macicy (niedokrwienie skurczowe), które przyczynia się do zmian degeneracyjnych i autolizy włókien mięśniowych[2].
- Hamowanie krwawienia z rany macicy: Z powodu krzyżujących się naczyń krwionośnych i włókien mięśniowych w ścianie macicy dochodzi do zaciskania i załamania się większości naczyń podczas skurczów macicy, co nazywane jest żywą podwiązką. Skrzepliny powodują ostateczne zamknięcie dużych naczyń[2].
- Wydalanie wydzieliny z rany macicy, czyli odchody połogowe. Bezpośrednio po porodzie masa macicy wynosi ok. 1000g, natomiast po 6. tygodniach od porodu macica osiąga swoją pierwotną wielkość i waży około 50-70g[2].

## Położenie i ułożenie macicy podczas połogu
Po porodzie macica znajduje się w ostrym przodozgięciu. Ciężki mięsień trzonu zgina się całkowicie ku przodowi w stosunku do luźnego, sfałdowanego worka szyjki macicy. Na początku połogu macica jest bardzo ruchoma, gdyż cały aparat zawieszający jest zwiotczały i rozciągnięty. Jednak po kilku dniach znajduje się już w tyłozgięciu lub poziomo.

## Zamykanie się kanału szyjki macicy
| 2 dzień połogu                      | 3 dzień połogu                                                                            | 8–10 dzień połogu |
| ----------------------------------- | ----------------------------------------------------------------------------------------- | --- |
| część pochwowa zaczyna się formować | część pochwowa jest w znacznym stopniu uformowana, a kanał szyjki macicy znacznie zwężony | ujście wewnętrzne jest zamknięte lub drożne na tyle, aby odchody połogowe mogły odpływać ujście zewnętrzne przepuszcza jeszcze opuszkę palca, a dalsza część kanału nie przepuszcza jeszcze palca |

Po inwolucji szyjka macicy przyjmuje kształt grubego walca. Ujście zewnętrzne szyjki macicy, które przed pierwszym porodem było okrągłe, w ciągu 4–5 tygodni przyjmuje kształt poprzecznej szpary. Jeśli szyjka macicy była narażona na głębsze pęknięcia i nie była zaopatrzona chirurgicznie bezpośrednio po porodzie, jej ujście zewnętrzne jest nieregularne, gwieździste i ziejące.

## Wysokość dna macicy w pierwszych dniach połogu
| Bezpośrednio po wydaleniu łożyska                        | po 24 godzinach                      | 5 dnia połogu                                            | 10 dnia połogu                                       |
| -------------------------------------------------------- | ------------------------------------ | -------------------------------------------------------- | ---------------------------------------------------- |
| w połowie odległości między pępkiem, a spojeniem łonowym | na wysokości pępka lub nieco poniżej | w połowie odległości między pępkiem, a spojeniem łonowym | na wysokości spojenia łonowego lub 1–2 palce powyżej |

Po zakończeniu 2 tygodnia połogu macica jest niewyczuwalna od strony powłok brzusznych.

## Zmiany zachodzące w obrębie pochwy
Podczas porodu dochodzi do rozciągnięcia się pochwy. Zmiany zachodzące w jej obrębie cofają się około 3 tygodnia połogu. Śluzówka pochwy staje się cienka, jest bardziej podatna na krwawienia i stany zapalne. Wejście do pochwy jest zazwyczaj swobodniejsze niż przed ciążą.